# Gielniów (gmina)

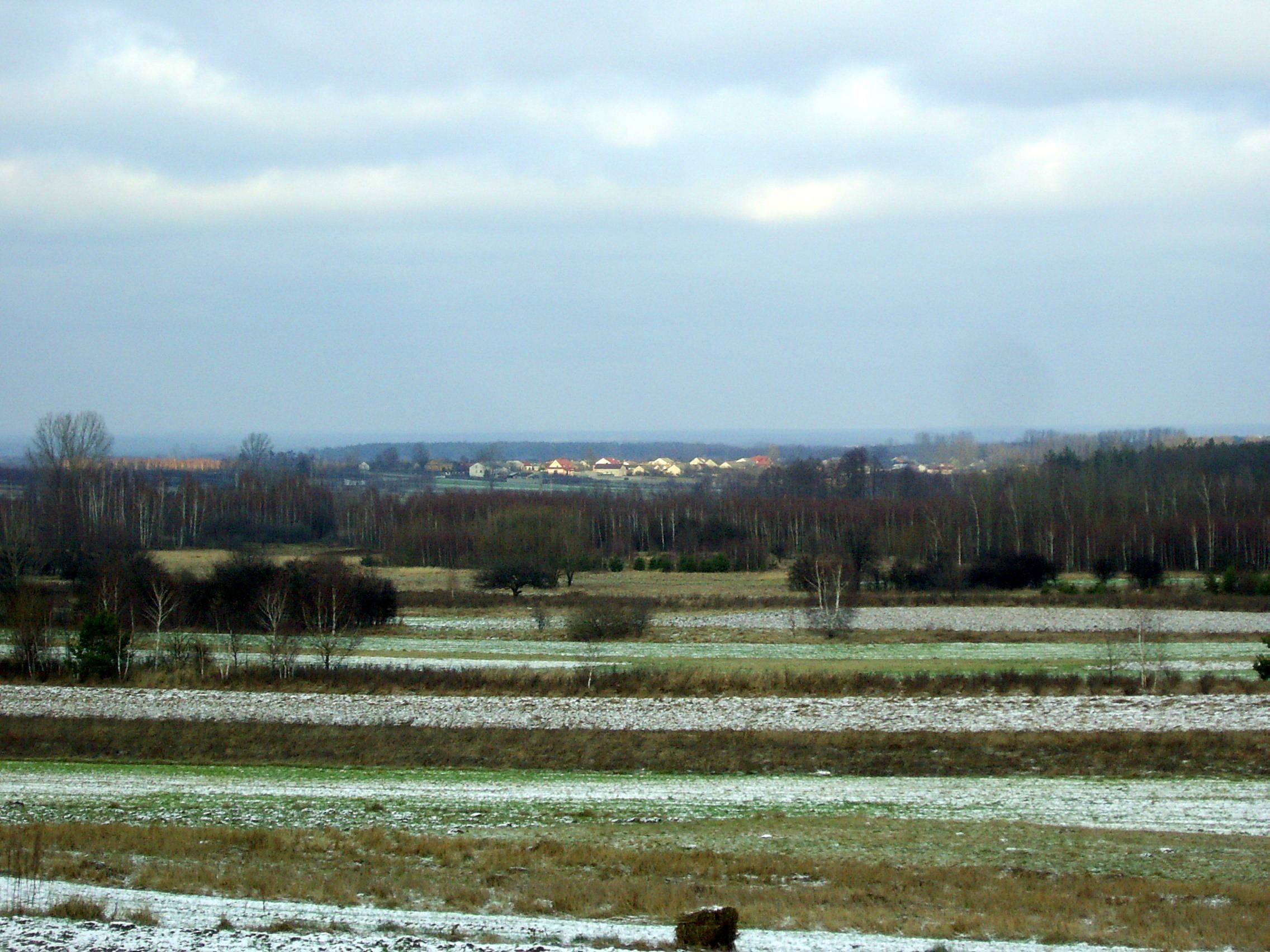
Tereny gminy Gielniów, widok z okolic Wywozu na Gielniów

Gielniów (do 1954 gmina Goździków) – gmina miejsko-wiejska w województwie mazowieckim, w powiecie przysuskim. W latach 1975–1998 gmina położona była w województwie radomskim.
Siedziba gminy to Gielniów.
Według danych z 30 czerwca 2004 gminę zamieszkiwały 4873 osoby. Natomiast według danych z 31 grudnia 2019 roku gminę zamieszkiwały 4542 osoby.

## Struktura powierzchni
Według danych z roku 2002 gmina Gielniów ma obszar ok. 79,17 km², w tym:
- użytki rolne: 53%
- użytki leśne: 41%

Gmina stanowi 9,89% powierzchni powiatu.

## Demografia

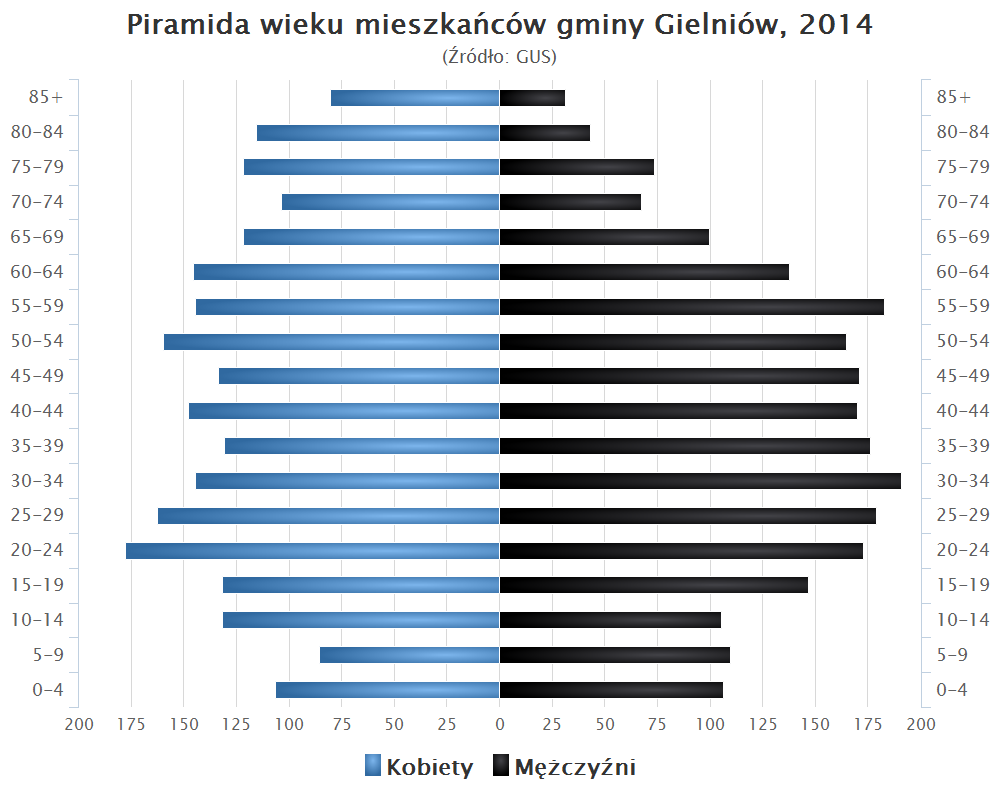
Piramida wieku mieszkańców gminy Gielniów w 2014 roku

Dane z 30 czerwca 2004:
| Opis                              | Ogółem | Ogółem | Kobiety | Kobiety | Mężczyźni | Mężczyźni |
| --------------------------------- | ------ | ------ | ------- | ------- | --------- | --------- |
| jednostka                         | osób   | %      | osób    | %       | osób      | %         |
| populacja                         | 4873   | 100    | 2481    | 50,9    | 2392      | 49,1      |
| gęstość zaludnienia (mieszk./km²) | 61,6   | 61,6   | 31,3    | 31,3    | 30,2      | 30,2      |

## Sołectwa
Antoniów, Bieliny, Brzezinki, Drynia (Stużańska), Gałki, Gielniów, Goździków, Huta, Jastrząb, Kotfin, Mechlin, Marysin, Rozwady, Snarki, Sołtysy, Stoczki, Wywóz, Zielonka, Zygmuntów.
Pozostałe miejscowości podstawowe to: Budy, Chonowa, Lelitek, Piaski, Puszcza Rozwadzka, Tartak, Wywóz.

## Sąsiednie gminy
Drzewica, Gowarczów, Opoczno, Przysucha, Rusinów